# Matsudaira Ietada (Fukōzu)
Ne doit pas être confondu avec Matsudaira Ietada (Katahara).
Matsudaira Ietada (Fukōzu) est un nom japonais traditionnel ; le nom de famille (ou le nom d'école), Matsudaira, précède donc le prénom (ou le nom d'artiste).
Matsudaira Ietada (松平 家忠, 1555,-8 septembre 1600), est un samouraï japonais de la période Sengoku aussi appelé Matsudaira Tomomo no Suke.

## Biographie
Né dans la province de Mikawa, Ietada est le fils ainé de Matsudaira Koretada qui se trouve à la tête de la branche Fukōzu du clan Matsudaira. Ietada est au service de Tokugawa Ieyasu dès son jeune âge et prend part à de nombreuses campagnes de Ieyasu, dont celle contre Takeda Katsuyori.
En 1590, Ietada reçoit le domaine d'Oshi d'un revenu annuel de 100 000 koku dans la province de Musashi. Il est transféré au domaine de Kashira en 1592 et au domaine d'Omigawa en 1594. En 1599, il reçoit le commandement du château de Fushimi, près de Kyoto.
Il est tué avec Torii Mototada le 8 septembre 1600 en défendant le château contre Ishida Mitsunari (siège de Fushimi), quelque temps avant la bataille de Sekigahara.

## Postérité
Ietada est connu pour son journal, Ietada nikki (家忠日記), tenu pendant dix-sept ans entre 1575 et le mois d'août 1594.

## Source de la traduction
- (en) Cet article est partiellement ou en totalité issu de l’article de Wikipédia en anglais intitulé « Matsudaira Ietada (Fukōzu) » (voir la liste des auteurs).